# José Rodríguez Mourelo
José Rodríguez Mourelo (Lugo, 24 de febrero de 1857-Madrid, 21 de noviembre de  1932) fue un químico y académico español. 

## Biografía
Fue profesor de Química de la Escuela de Artes e Industrias de Madrid, bibliotecario del Ateneo de Madrid y sustituyó a Miguel Colmeiro y Penido como  Vocal del Consejo Superior de Agricultura, Industria y Comercio.
Colaboró en publicaciones periódicas como El Imparcial (1902), Heraldo de Madrid (1902), La Ilustración Española (1897-), Revista Contemporánea (1897-), Mundo Naval Ilustrado (1898-), La Lectura o La España Moderna.
Fue nombrado individuo de número de la Real Academia de Ciencias Exactas, Físicas y Naturales en 1902, llegando a ser presidente de la Sección de Física y Química. Presidente de la Real Sociedad Española de Historia Natural Fue también miembro de distintas sociedades como la Real Sociedad de Física e Historia Natural de Ginebra o la Comisión Internacional de las Tablas Físico-Químicas, además de consejero de instrucción pública. Entre sus obras publicadas destacaron sus trabajos sobre la radioactividad: La materia radiante y  La radiofonía. Falleció el 21 de noviembre de 1932.

## Publicaciones
- (1883). La Radiofonía; estudio de una nueva propiedad de las radiaciones;  . Madrid.
- (1880). La civilización moderna. Madrid. 24p.
- (1880). Concepto actual del cosmos. Ed:Librería de Fernando Fé.  34p.
- (1880). La materia radiante. Madrid. Ed:Lib. de Fernando Fé.